# Vilhelm Aubert
Vilhelm Aubert (né le 7 juin 1922 et mort le 19 juillet 1988) est un sociologue norvégien influent.
Il est l'un fondateur commun de l'« Institutt for samfunnsforsking ») (Institut pour la recherche sociale) à Oslo, avec Arne Næss, Eirik Rinde, et Stein Rokkan en 1950.